# Glinojeck (Gmina)
Glinojeck es un gmina urbano-rural (distrito administrativo) en el condado de Ciechanów, Mazovia, en el centro-este de Polonia. Su sede es la ciudad de Glinojeck, que se encuentra a unos 25 km al oeste de Ciechanów y a 83 km al noroeste de Varsovia.
El gmina cubre un área de 153,49 km², y a partir de 2006 su población total es de 7.937 habitantes.

## Pueblos
Aparte de la ciudad de Glinojeck, el gmina Glinojeck incluye los pueblos y asentamientos de Bielawy, Brody Młockie, Budy Rumockie, Dreglin, Dukt, Działy, Faustynowo, Gałczyn, Huta, Janowo, Juliszewo, Kamionka, Kondrajec Pański, Kondrajec Szlachecki, Kowalewko, Krusz, Lipiny, Luszewo, Malużyn, Nowy Garwarz, Ogonowo, Ościsłowo, Pieńki Faustynowskie, Płaciszewo, Rumoka, Sadek, Śródborze, Stary Garwarz, Strzeszewo, Sulerzyż, Szyjki, Szyjki Stare, Wkra, Wkra-Kolonia, Wola Młocka, Wólka Garwarska, Zalesie, Zawiłka, Żeleźnia y Zygmuntowo.

## Gminas vecinos
El gmina Glinojeck limita con los gminas de Baboszewo, Ciechanów, Ojrzeń, Raciąż, Sochocin y Strzegowo.